# Речанское сельское поселение
Речанское се́льское поселе́ние — муниципальное образование в составе Торопецкого района Тверской области.
Центр поселения — деревня Речане.
Образовано в 2005 году, включило в себя территории Речанского и Грядецкого сельских округов.

## Географические данные
- Нахождение: юго-восточная часть Торопецкого района
  - Граничит:
    - на северо-западе — с Подгородненским СП и территорией городского поселения город Торопец
    - на севере — с Понизовским СП
    - на юго-востоке — с Западнодвинским районом, Западнодвинское СП
    - на юге — с Западнодвинским районом, Староторопское СП
    - на западе — со Скворцовским СП

Основные реки — Западная Двина (по восточной границе), Торопа, Окча, Морожа, Песка. Много озёр, крупнейшие — Заликовское, Грядецкое, Сельское, Большое Мошно.
Через поселение проходит автодорога от автомагистрали «Балтия» на Торопец и далее на Плоскошь и Холм.

## Экономика
Крупнейшее хозяйство — СПК «Бридино».

## Население
| 2010 | 2011 | 2012 | 2013 | 2014 | 2015 | 2016 |
| ---- | ---- | ---- | ---- | ---- | ---- | ---- |
| 939  | ↘929 | ↘899 | ↘848 | ↘843 | ↘823 | ↗839 |
| 2017 | 2018 | 2019 | 2020 | 2021 |      |      |
| ↘834 | ↘820 | ↗832 | ↘824 | ↗873 |      |      |

## Населенные пункты
На территории поселения находятся 28 населенных пунктов:
| №  | Населённый пункт | Тип     | Население |
| -- | ---------------- | ------- | --------- |
| 1  | Ананино          | деревня | ↘12       |
| 2  | Бабкино          | деревня | 0         |
| 3  | Барлово          | деревня | 0         |
| 4  | Бридино          | деревня | 19        |
| 5  | Гольяново        | деревня | 33        |
| 6  | Грядцы           | деревня | ↘97       |
| 7  | Золотилово       | деревня | 11        |
| 8  | Каменка          | деревня | 7         |
| 9  | Крест            | деревня | 103       |
| 10 | Лесная           | деревня | 123       |
| 11 | Лоховка          | деревня | 1         |
| 12 | Лохово           | деревня | 26        |
| 13 | Лукьяново        | деревня | 5         |
| 14 | Маслово          | деревня | 6         |
| 15 | Мещеки           | деревня | 5         |
| 16 | Митьково         | деревня | 1         |
| 17 | Михайловское     | деревня | ↗107      |
| 18 | Ольховка         | деревня | 40        |
| 19 | Плицино          | деревня | 1         |
| 20 | Подсосонье       | деревня | 9         |
| 21 | Речане           | деревня | ↘278      |
| 22 | Семивье          | деревня | 1         |
| 23 | Федотово         | деревня | 7         |
| 24 | Хворостьево      | деревня | 15        |
| 25 | Чихачи           | деревня | 0         |
| 26 | Чурилово         | деревня | 8         |
| 27 | Шатры            | деревня | 11        |
| 28 | Шейкино          | деревня | 8         |

### Бывшие населенные пункты
В 2001 году исключена из учетных данных деревня Голаново, в 1998 году — деревня Чисти.
Ранее исчезли деревни: Борисово, Горбы, Журавлево, Инькино, Козлово, Короли, Палкино, Полуяново, Сидорово, Синичино, Тибаево и другие.
Деревня Лосочи присоединена к деревне Речане.

## История
В XIX — начале XX века территория поселения относилась к Торопецкому уезду Псковской губернии. После ликвидации губернии в 1927 году территория поселения вошла в состав Ленинградской области в образованный Торопецкий район. В 1929—1935 гг. входила в Западную область, с 1935 года — в Калининскую область. В 1944—1957 гг. относилась к Великолукской области, с 1957 опять к Калининской области. С 1990 года входит в Тверскую область.

## Достопримечательности
На территории Речанского сельского поселения находятся несколько памятников общероссийского культурного наследия. В селе Михайловское расположена усадьба Михайловское, конец XVIII -XIX в., на погосте Псовец (Гольяново) расположена Богоявленская церковь (1779 г).